# Melomys lutillus
Melomys lutillus és una espècie de mamífer rosegador de la família dels múrids. Són rosegadors de petites dimensions, amb una llargada de cap a gropa de 90 a 115 mm, una cua de 110 a 120 mm, peus de 23 a 25,6 mm i orelles de 14,9 a 16 mm. L'espècie és endèmica de l'illa de Nova Guinea, on es troba des del nivell del mar fins a uns 2.200 msnm. Viu en prades, jardins rurals, sabanes i altres àrees alterades per humans.